# Тукса (река)
Ту́кса — река в России, протекает по Олонецкому району Карелии.
Исток — Лемозеро. Перед устьем протекает через деревню Тукса, в которой пересекает железную дорогу Лодейное Поле — Янисъярви. Устье реки находится в 20 км от устья Олонки по правому берегу. Длина реки составляет 25 км, площадь водосборного бассейна — 240 км².

## Бассейн
- В 14 км от устья, по правому берегу реки впадает река Саргоя.
- В 2,4 км от устья, по левому берегу реки впадает река Пидкручей.

К бассейну Туксы также относятся озёра:
- Лемозеро (исток Туксы)
- Пигаярви (бессточное)
- Сарьмяги
- Линдоярви
- Новинское
- Рыбное
- Пигаярви

## Данные водного реестра
По данным государственного водного реестра России относится к Балтийскому бассейновому округу, водохозяйственный участок реки — Водные объекты бассейна оз. Ладожское без рр. Волхов, Свирь и Сясь, речной подбассейн реки — Нева и реки бассейна Ладожского озера (без подбассейна Свирь и Волхов, российская часть бассейнов). Относится к речному бассейну реки Нева (включая бассейны рек Онежского и Ладожского озера).
Код объекта в государственном водном реестре — 01040300212102000011884.